# Poczinok (stacja kolejowa)
Poczinok (ros. Починок) – stacja kolejowa w miejscowości Poczinok, w rejonie poczinkowskim, w obwodzie smoleńskim, w Rosji. Położona jest na linii Briańsk – Smoleńsk.

## Historia
Stacja powstała w XIX w. na drodze żelaznej orłowsko-witebskiej, pomiędzy stacjami Engielgardtowskaja i Pieriesna.

## Kultura
Stacja pojawia się w twórczości Aleksandra Twardowskiego, który w 1936 napisał wiersz Stancija Poczinok.

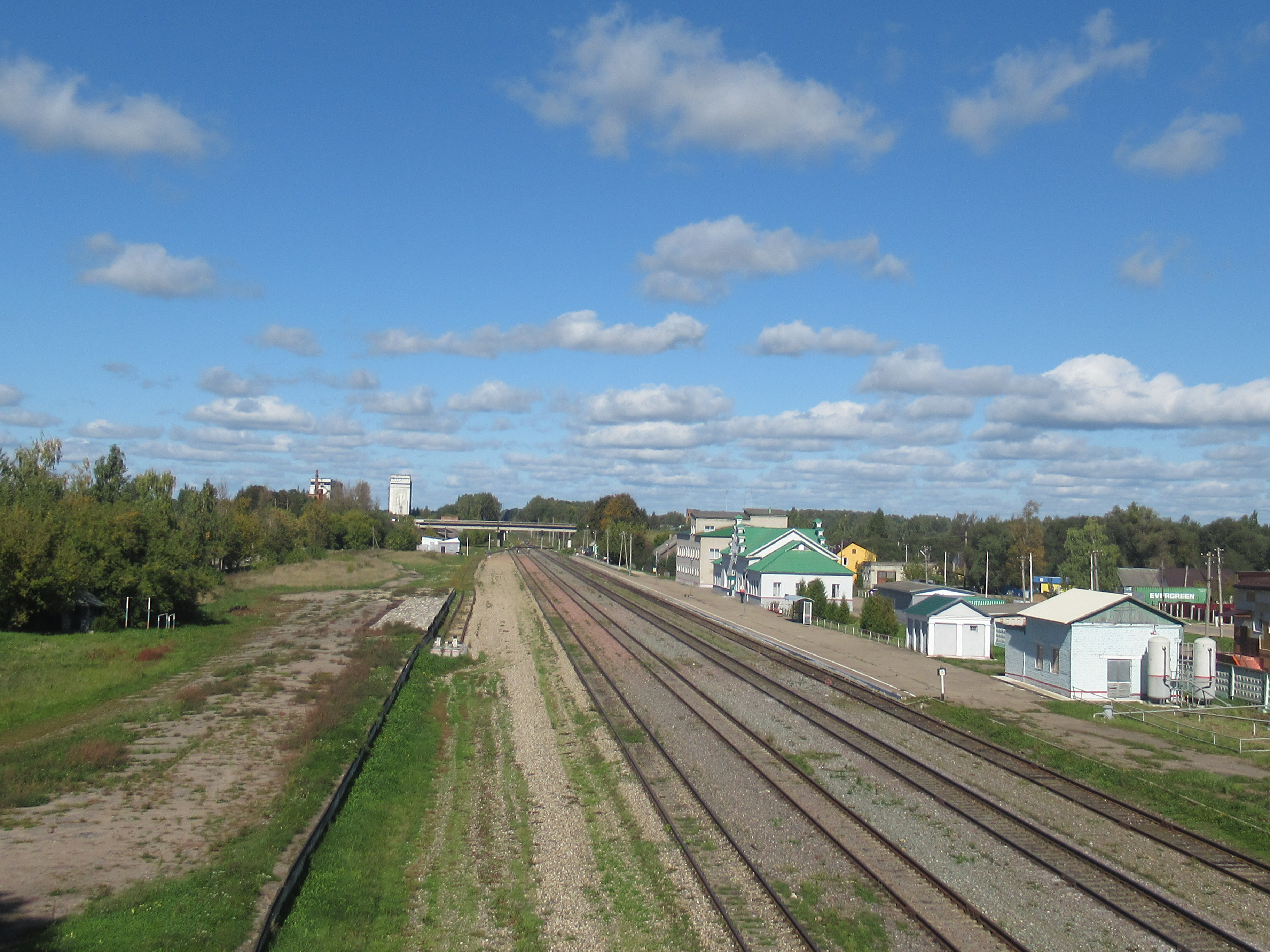
Widok w stronę Smoleńska
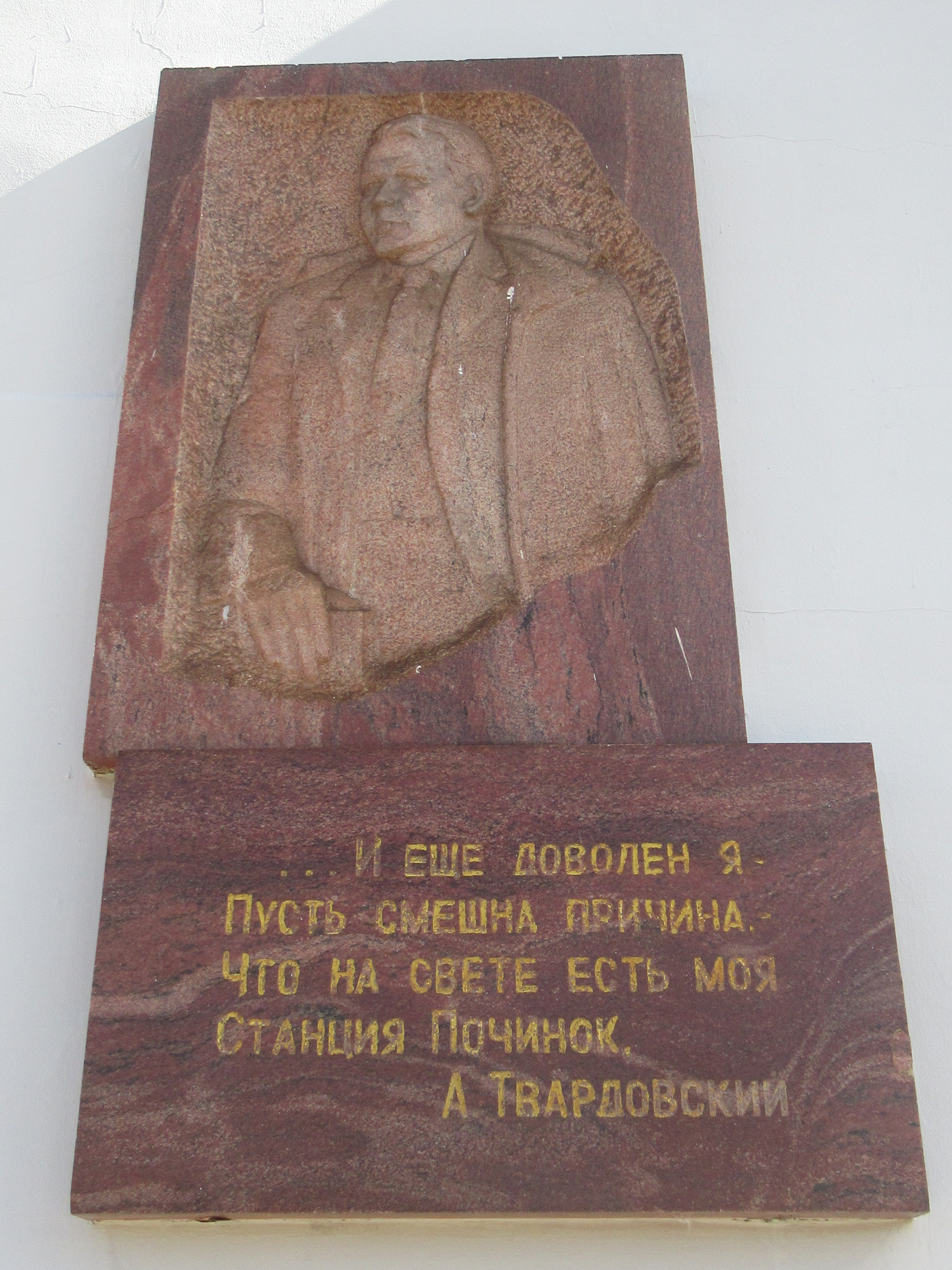
Tablica na stacji z cytatem z wiersza Stancija Poczinok